# Ministère de la Coopération
Le ministère de la Coopération, créé par le général de Gaulle en 1959, est un ancien ministère qui avait pour vocation de contribuer au développement des « pays du champ », c’est-à-dire des pays ayant acquis leur indépendance dans le cadre de la décolonisation. Il est intégré au ministère des Affaires étrangères depuis le 1er janvier 1999.
Le ministère était installé dans un hôtel particulier du 7e arrondissement, l'hôtel de Montesquiou, situé au 20, rue Monsieur.
À partir de 1962, le ministère de la Coopération envoie des volontaires du service actif effectuer leur service militaire comme coopérants à l'étranger. Le ministère gère l'assistance technique et l'assistance militaire dans les pays de son ressort. En 1964, le ministère de la Coopération comptait 154 agents ; en 1996, 637 personnes à son administration centrale, 366 dans ses missions de coopération.
Le ministre de la Coopération est jusqu’en 1998 un ministre à part entière qui siège au Conseil des ministres et participe aux conseils de Défense. Avec l'arrivée de la gauche au pouvoir en 1981, sous le mandat de François Mitterrand, le ministère est rebaptisé ministère de la Coopération et du Développement. Il reprend son nom antérieur avec la nomination de Michel Roussin au poste de ministre, en avril 1993, dans le gouvernement de cohabitation d'Édouard Balladur. À sa suite, Bernard Debré a repris la fonction et a ainsi été, jusqu'à la fin de ce gouvernement, le dernier ministre de la Coopération de plein exercice.
Jacques Godfrain, qui lui a succédé sous le mandat présidentiel de Jacques Chirac et dans le gouvernement d'Alain Juppé, jusqu'à la dissolution de 1997, puis Charles Josselin dans le gouvernement de Lionel Jospin qui a succédé, l'ont été au titre de ministres délégués rattachés au ministre des Affaires étrangères.
Son champ est progressivement étendu à l'ensemble des pays francophones de l'Afrique subsaharienne, puis en 1995, aux États africains anglophones et lusophones et aux pays de la région des Caraïbes. La Caisse française de développement (CFD), placée dans son orbite, intervenait sous la forme de prêts ou de subventions pour des projets d'investissements producteurs et par le biais de sa filiale Proparco, dans le secteur privé sous la forme de fonds propres en capital ou de prêts participatifs.

## Archives et documentation
Lors de sa création le  ministère de la Coopération s’était doté d’un Centre de documentation qui conservait les études et rapports réalisés par les agents des services de la Coopération ou par des organismes intervenant dans le domaine du développement en Afrique et dans le tiers-monde. Ce centre rassemblait ainsi les documents officiels, publics ou confidentiels, ayant trait à l’aide française au développement. Une politique d’acquisitions permettait de constituer parallèlement une bibliothèque.
Après la fusion du ministère de la Coopération avec le ministère des Affaires étrangères, le 1er janvier 1999, le Centre de documentation et sa bibliothèque ont été transférés au ministère des Affaires étrangères qui l'a transféré au Centre des archives diplomatiques de Nantes pour qu’en soit assurée la communication au public. Le transfert a eu lieu en novembre et décembre 2001. Depuis le 1er juillet 2017, cette bibliothèque est consultable au Centre des Archives diplomatiques de La Courneuve.

## Hôtel de  Montesquiou
Le ministre de la Coopération n'était pas installé au Quai d'Orsay mais, de 1960 à 2008, dans l'hôtel de Montesquiou, un hôtel particulier de la fin du XVIIIe siècle au n° 20 de la rue Monsieur dans le 7e arrondissement à Paris. L'hôtel a été vendu en 2007 et effectivement abandonné avant la fin de 2008.
Le secrétaire d'État ou ministre délégué est désormais installé avec son cabinet dans le nouveau bâtiment du ministère des Affaires étrangères installé dans l'ancienne Imprimerie nationale, 27 rue de la Convention dans le 15e arrondissement de Paris, auprès de la direction générale de la mondialisation qui met en œuvre ses orientations.